# Elecciones regionales del Cuzco de 2006
Las elecciones regionales del Cusco de 2006 se llevaron a cabo el 19 de noviembre de 2006 para elegir al presidente regional, al vicepresidente regional y al Consejo Regional para el periodo 2007-2010. La elección se celebró simultáneamente con elecciones regionales y municipales (provinciales y distritales) en todo el Perú.

## Sistema electoral
El Gobierno Regional del Cusco es el órgano administrativo y de gobierno del departamento del Cusco. Está compuesto por el presidente regional, el vicepresidente regional y el Consejo Regional.
La votación del presidente, vicepresidente y consejo regional se realiza en base al sufragio universal, que comprende a todos los ciudadanos nacionales mayores de dieciocho años, empadronados y residentes en el departamento del Cusco y en pleno goce de sus derechos políticos.
El Consejo Regional del Cusco está compuesto por 13 consejeros elegidos por sufragio directo para un período de cuatro (4) años, en forma conjunta con la elección del presidente regional. La votación es por lista cerrada y bloqueada. Se asigna a la lista ganadora los escaños según el método d'Hondt o la mitad más uno, lo que más le favorezca.

## Composición del Consejo Regional del Cusco
La siguiente tabla muestra la composición del Consejo Regional del Cusco antes de las elecciones.
| Partidos | Partidos                                                   | Consejeros |
| -------- | ---------------------------------------------------------- | ---------- |
|          | Frente Independiente Moralizador                           | 8          |
|          | Agrupación Independiente Unión por el Perú - Frente Amplio | 2          |
|          | Movimiento Democrático Juntos por el Progreso              | 1          |
|          | Partido Aprista Peruano                                    | 1          |
|          | Movimiento Regional Inka Pachakuteq                        | 1          |

## Partidos y candidatos
A continuación se muestra una lista de los principales partidos y alianzas electorales que participaron en las elecciones:
| Candidatura | Candidatura | Partidos y alianzas                                    | Candidato | Candidato                 | Ideología                                             | Resultado previo | Resultado previo | Ref. |
| Candidatura | Candidatura | Partidos y alianzas                                    | Candidato | Candidato                 | Ideología                                             | Votos (%)        | Con.             | Ref. |
| ----------- | ----------- | ------------------------------------------------------ | --------- | ------------------------- | ----------------------------------------------------- | ---------------- | ---------------- | ---- |
|             | FIM         | Lista - Frente Independiente Moralizador (FIM)         |           | Carlos Cuaresma Sánchez   | Reformismo                                            | 19.85%           | 8                |      |
|             | UPP         | Lista - Unión por el Perú (UPP)                        |           | Hugo Gonzáles Sayán       | Liberalismo Progresismo Socialdemocracia              | 17.62%           | 2                |      |
|             | APRA        | Lista - Partido Aprista Peruano (APRA)                 |           | Jorge Villasante Araníbar | Aprismo                                               | 15.18%           | 1                |      |
|             | Inka        | Lista - Movimiento Regional Inka Pachakuteq (Inka)     |           | Máximo San Román Cáceres  | Regionalismo cusqueño                                 | 8.50%            | 1                |      |
|             | Sí Cumple   | Lista - Agrupación Independiente Sí Cumple (Sí Cumple) |           | Carlos Suenaga Hironaka   | Fujimorismo Populismo de derecha                      | Nuevo            | Nuevo            |      |
|             | MHP         | Lista - Movimiento Humanista Peruano (MHP)             |           | Dante Quispe Ramos        | Humanismo Socialismo Ecosocialismo                    | Nuevo            | Nuevo            |      |
|             | RN          | Lista - Restauración Nacional (RN)                     |           | Alipio Ramos Villares     | Liberalismo económico Humanismo cristiano Evangelismo | Nuevo            | Nuevo            |      |
|             | PNP         | Lista - Partido Nacionalista Peruano (PNP)             |           | William Carreño Pérez     | Socialismo democrático Nacionalismo de izquierda      | Nuevo            | Nuevo            |      |

## Resultados

### Sumario general
| |                                                |              |              |              |            |            |  |  |
| Partidos y coaliciones | Partidos y coaliciones                         | Voto popular | Voto popular | Voto popular | Consejeros | Consejeros |  |  |
| Partidos y coaliciones | Partidos y coaliciones                         | Votos        | %            | ±pp          | Total      | +/−        |  |  |
| | Unión por el Perú (UPP)1                       | 163,500      | 32.61        | +14.99       | 8          | +6         |  |  |
| | Movimiento Regional Inka Pachakuteq (Inka)     | 138,108      | 27.54        | +19.04       | 3          | +2         |  |  |
| | Partido Aprista Peruano (APRA)                 | 58,502       | 11.67        | –3.51        | 1          | ±0         |  |  |
| | Restauración Nacional (RN)                     | 50,038       | 9.98         | Nuevo        | 1          | +1         |  |  |
| | Partido Nacionalista Peruano (PNP)             | 44,416       | 8.86         | Nuevo        | 0          | ±0         |  |  |
| | Frente Independiente Moralizador (FIM)         | 33,519       | 6.68         | –13.17       | 0          | –8         |  |  |
| | Agrupación Independiente Sí Cumple (Sí Cumple) | 8,296        | 1.65         | Nuevo        | 0          | ±0         |  |  |
| | Movimiento Humanista Peruano (MHP)             | 5,047        | 1.01         | Nuevo        | 0          | ±0         |  |  |
| |                                                |              |              |              |            |            |  |  |
| Total | Total                                          | 501,426      |              |              | 13         | ±0         |  |  |
| |                                                |              |              |              |            |            |  |  |
| Votos válidos | Votos válidos                                  | 501,426      | 88.05        | +0.58        |            |            |  |  |
| Votos en blanco | Votos en blanco                                | 29,389       | 5.16         | +1.48        |            |            |  |  |
| Votos nulos | Votos nulos                                    | 38,648       | 6.79         | –2.06        |            |            |  |  |
| Votos emitidos | Votos emitidos                                 | 569,463      | 85.56        | +5.68        |            |            |  |  |
| Abstenciones | Abstenciones                                   | 96,143       | 14.44        | –5.68        |            |            |  |  |
| Votantes registrados | Votantes registrados                           | 665,606      |              |              |            |            |  |  |
| |                                                |              |              |              |            |            |  |  |
| Fuente: |                                                |              |              |              |            |            |  |  |
| Notas al pie: 1 Comparado con los resultados de Agrupación Independiente Unión por el Perú – Frente Amplio (UPP) en las elecciones de 2002. |                                                |              |              |              |            |            |  |  |
| Notas al pie: |                                                |              |              |              |            |            |  |  |
| 1 Comparado con los resultados de Agrupación Independiente Unión por el Perú – Frente Amplio (UPP) en las elecciones de 2002.               |                                                |              |              |              |            |            |  |  |

### Autoridades electas
| Cargo                             | Autoridad electa | Autoridad electa            | Partido político | Partido político                    |
| --------------------------------- | ---------------- | --------------------------- | ---------------- | ----------------------------------- |
| Presidente Regional del Cusco     |                  | Hugo Gonzales Sayán         |                  | Unión por el Perú                   |
| Vicepresidente Regional del Cusco |                  | Mario Ochoa Vargas          |                  | Unión por el Perú                   |
| Consejero Regional del Cusco      |                  | Edgar Zecenarro Matheus     |                  | Unión por el Perú                   |
| Consejero Regional del Cusco      |                  | Carlos Dargent Holgado      |                  | Unión por el Perú                   |
| Consejero Regional del Cusco      |                  | Francisco Choquenaira Ojeda |                  | Unión por el Perú                   |
| Consejero Regional del Cusco      |                  | Grimaldo Jiménez Ochoa      |                  | Unión por el Perú                   |
| Consejero Regional del Cusco      |                  | Apolinar Laguna Mollo       |                  | Unión por el Perú                   |
| Consejero Regional del Cusco      |                  | Milton Barrionuevo Orosco   |                  | Unión por el Perú                   |
| Consejero Regional del Cusco      |                  | Milton Barrionuevo Orosco   |                  | Unión por el Perú                   |
| Consejero Regional del Cusco      |                  | Melquíades Estrada Tamayo   |                  | Unión por el Perú                   |
| Consejero Regional del Cusco      |                  | Saturnino Pulla Jiménez     |                  | Movimiento Regional Inka Pachakuteq |
| Consejero Regional del Cusco      |                  | Berly Cárdenas Negrón       |                  | Movimiento Regional Inka Pachakuteq |
| Consejero Regional del Cusco      |                  | Wilver Caballero Condori    |                  | Movimiento Regional Inka Pachakuteq |
| Consejera Regional del Cusco      |                  | Erika Dumas Ramos           |                  | Partido Aprista Peruano             |
| Consejera Regional del Cusco      |                  | Gladis Montalvo Espinoza    |                  | Restauración Nacional               |